# Stadtwerke-Verkehrsgesellschaft Wilhelmshaven
Die Stadtwerke-Verkehrsgesellschaft Wilhelmshaven führt als Verkehrsunternehmen den Öffentlichen Personennahverkehr mit Omnibussen in Wilhelmshaven durch. Neben dem Verkehrsbetrieb ist das Unternehmen auch für den Hafenbetrieb eines Teils der Wilhelmshavener Häfen zuständig.

## Geschichte
1937 wurde die Verkehrsgesellschaft Wilhelmshaven mbH als Nachfolgegesellschaft der Wilhelmshaven-Rüstringer Straßenbahn gegründet.
Während des Zweiten Weltkrieges wurde am 1. Oktober 1942 der O-Bus-Betrieb eröffnet. Mangels ziviler Industrie musste die Stadt Lüttich sieben O-Busse an Wilhelmshaven abgeben. Schon am 30. März 1945 wurde der Straßenbahnbetrieb eingestellt und nach der Besetzung Wilhelmshavens am 6. Mai 1945 die Aufsicht des Omnibus- und O-Bus-Verkehrs durch die englische Besatzungsmacht bis zum 31. März 1947 übernommen. Die Briten betrachteten die Verkehrsgesellschaft zunächst als Beuteobjekt und lehnten daher die Anträge der Stadt auf Übertragung sämtlicher Anteile ab. Die Stadt entschloss sich daher, die Verkehrsgesellschaft zu pachten. Die Verkehrsgesellschaft blieb praktisch nur als Kapitalgesellschaft bestehen. Knapp zwei Jahre nach Ende des Krieges wurde am 1. April 1947 der Verkehrsbetrieb Wilhelmshaven als städtischer Betrieb gegründet und in die Stadtwerke eingegliedert. Die Gründung erfolgte unter Übernahme der Anlagen und Fahrzeuge der Verkehrsgesellschaft mbH und Pachtung der Omnisbushalle an der Admiral-Klatt-Straße. Die übernommenen Fahrzeuge waren bis zur Währungsreform 1948 kaum betriebsfähig. Da es nur sehr wenige Gummireifen gab, musste eine große Anzahl von Bussen an auswärtige private Unternehmer verpachtet werden, die besser neue Reifen beschaffen konnten. Im Jahr 1949 mussten zehn übernommene Fiat-Oberleitungsbusse an Italien wegen Restitution zurückgegeben werden, obwohl die Bevölkerung und die Briten hiergegen protestierten. Dafür wurden als Ersatz zehn neue Henschel-Oberleitungsbusse beschafft. Noch im selben Jahr führten die Verkehrsbetriebe Reisefahrten nach Hamburg, Hannover und Berlin ein.
Von 1950 bis 1952 begann man die Omnibus- und O-Bus-Linien zu erweitern, den Fahrzeugpark zu modernisieren und die Fahrpläne zu optimieren. Am 28. April 1952 wurde mit Zustimmung der Bundesregierung der gesamte Anteil der Kapitalgesellschaft durch den niedersächsischen Finanzminister kostenlos der Stadt übertragen. 1957 wurde der Zentrale Omnisbusbahnhof (ZOB) aus der Marktstraße an der ehemaligen Hauptpost vor den Hauptbahnhof verlegt.
Nach der Stilllegung der Pekol-O-Bus-Linie nach Jever im Jahre 1954 war am 30. Oktober 1960 auch der städtische O-Bus-Betrieb in Wilhelmshaven eingestellt worden, weil die Beförderung von Fahrgästen mit Personenanhängern verboten wurde. Daher mussten neue Busse beschafft werden. Hinzu kam noch, dass die Verkehrsgesellschaft den Verkehr der Vorortbahn aufnehmen musste, die 1961 stillgelegt worden war. Daher entstand ein neues Busnetz. 1970 konnte die Einführung des Einmannverkehrs abgeschlossen werden, so dass keine Schaffner mehr Fahrkarten in Bussen verkauften. Ein wesentlicher Fortschritt konnte 1986 mit dem Kauf der ersten behindertenfreundlichen Niederflurbusse von Neoplan errungen werden. Seitdem werden nur noch Niederflurbusse beschafft.
Im Jahr 1991 wurden die Buslinien nach Fedderwarden und zum Industriegebiet-West eingestellt. Ab Mitte der 1990er Jahre beschaffte man weitere Niederflurbusse von Neoplan, darunter auch einige Gelenkbusse. Am 4. September 1997 konnte der seit Jahrzehnten erhoffte Neubau des Hauptbahnhofes eingeweiht werden. Integriert wurde ein Einkaufszentrum „Nordseepassage“ sowie ein neuer Busbahnhof mit Überdachungen, die ähnlich der auf dem Bahnhof sind. Der Verkehrsverbund Ems-Jade (VEJ) wurde gegründet.
Im Sommer 2000 gab es neben der Expo in Hannover das Zusatzprogramm „Expo am Meer“ in Wilhelmshaven, wohin die Besucher mit geliehenen Bussen befördert wurden, da der Fahrzeugbestand der Verkehrsbetriebe nicht für das Fahrgastaufkommen ausreichte. Am 18. November 2003 fand das erste Fahrgastforum statt. Ein Neoplan „Centroliner“ wurde als Vorführwagen in Bayern erworben. Ein weiterer Meilenstein der neuen Wilhelmshavener Verkehrsgeschichte ist das neue Liniennetz vom 1. Mai 2004, das den Anschluss Fedderwardergrodens an die Innenstadt deutlich verbessert. Unter anderem wurden dadurch die ersten Niederflurbusse von 1986 ausgemustert. Seit dem Jahr 2004 werden an verkehrsreichen Kreuzungen Vorrangschaltungen für die Busse installiert. Im Laufe des Jahres 2005 wurden mehrere Haltestellen mit neuen Bussteigen ausgestattet. Im Oktober 2005 wurden zwei gebrauchte Mercedes-Benz Gelenkbusse aus Berlin gekauft. Durch eine veränderte Nachfrage steht den Fahrgästen eine neue Linienführung sowie ein Anruf-Sammel-Taxi zur Verfügung.
Im Oktober 2006 wurden zwei gebrauchte Neoplan-Gelenkbusse aus Baden-Baden gekauft, dafür wurden ein älterer N 4018 Gelenkbus und Stadtbus N 4014 verkauft. Aufgrund höheren Fahrgastaufkommens wurden Ende November 2007 zwei Mercedes-Benz O 530 G Citaro Gelenkbusse beschafft.
Seit dem 31. Mai 2008 führen stündliche Fahrten der Buslinie 6 von der Endhaltestelle Voslapp-Süd der Linie 1 und 6 weiter zu dem in Bau befindlichen Containerhafen JadeWeserPort. Für Busfahrten Richtung JadeWeserPort wurde in der Nähe der Endhaltestelle ein neuer Bussteig eingerichtet, wo sonst normale Kurse nicht halten, sondern auf dem Gelände der Marktkauf-Niederlassung enden und wenden. Die Verlängerung der Linie ist hauptsächlich für Touristen, die die Infobox besuchen und die Bauarbeiten des Geländes bestaunen.
Seit Herbst 2008 besteht für die Linien 3 und 4 auf der Peterstraße zwischen Genossenschaftsstraße und Börsenstraße an allen Ampeln eine Vorrangschaltung, die den Bussen eine „Grüne Welle“ verschafft. Die die Peterstraße kreuzende Linien 2 und 6 profitieren ebenfalls von der Bevorrechtigung. Mit der Vorrangschaltung, die automatisch durch den Bus über eine Infrarotschnittstelle ausgelöst wird, sollen die Busfahrpläne besser eingehalten werden. Die Vorrangschaltung ist bei den autofahrenden Bürgern unbeliebt, weil sie die zuvor auf der Peterstraße und besonders im Bereich der Kortekreuzung auf der Gökerstraße bestehende Grüne Welle für Pkw durcheinanderbringt. Rückstaus und längere Wartezeiten für Autofahrer an den Ampeln sind seitdem die Folge.

## Hafenbetrieb
Die Stadtwerke-Verkehrsgesellschaft Wilhelmshaven betreibt auch den Stadthafen von Wilhelmshaven. Dieser kann unabhängig von den Gezeiten 24 Stunden am Tag über eine Doppelkammerseeschleuse erreicht werden.
Der Hafen hat etwa 2500 Meter öffentliche Kaianlagen für Umschlagstätigkeiten. Außerdem gibt es mehrere kleinere Anleger für Ortsverkehre und Sportboote.

## Nahverkehr

### Liniennetz
Das Liniennetz der Verkehrsbetriebe wurde seit Ende des Zweiten Weltkrieges etliche Male geändert.

#### O-Bus-Betrieb der Verkehrsbetriebe
Seit Eröffnung des O-Bus-Betriebes 1942 bestand die Strecke Schaar – Hauptbahnhof – Maadebrücke. 1958 erweiterte man die Strecke von der Maadebrücke bei Rüstersiel, die auch gleichzeitig Bahnhof der Vorortbahn war durch Fedderwardergroden nach Voslapp.

#### O-Bus-Betrieb der Firma Pekol
1944 eröffnete der Busunternehmer Theodor Pekol, der das O-Bus-Netz in Oldenburg betrieb, mit Oldenburger Oberleitungsbussen die 18 km lange Überlandlinie Wilhelmshaven Hauptbahnhof – Schaar – Jever. Nach ca. zehn Jahren wurde der Betrieb am 30. September 1954 wieder eingestellt.

#### Busnetz nach 1960
Die O-Bus-Linien wurden durch neue Omnibuslinien ersetzt, die nun neben der noch für ein Jahr verkehrenden Vorortbahn den Nahverkehr in Wilhelmshaven bestimmten.

#### Busnetz vor 1991
Vor 1991 wurde Fedderwarden noch an die Einkaufsmöglichkeiten in Fedderwardergroden und das Industriegelände-West an der Bunsenstraße an die Innenstadt angebunden. Die Nummern einiger Linien änderten sich untereinander in Einzelfällen. So befuhr zunächst eine Linie 4 bereits den Ölhafen ab Rathaus. Später wurde für diese Route eigens die Linie 5 geschaffen. Auch existierte für kurze Zeit eine Linie 13 und (kurioserweise) eine Linie 71. Die einzige bis heute nie vergebene Liniennummer war die 9. Die Linie 4 zwischen Rüstersiel und Coldewei hatte zwei Anläufe: Ende der 1970er Jahre bis 1980 (inklusive Bau mehrerer Haltebuchten in Himmelreich-Coldewei) und 1983 bis 1985 als Kleinbuslinie. Sie wurde bereits nach zwei Jahren mangels Nachfrage wieder eingestellt. Als Nachfolger für die zwischen 1974 und 1982 existente Linie 10 wurde zwischen 1986 und 1988 die sogenannte Ruftaxilinie betrieben, die von Fedderwarden nach Fedderwardergroden auf Anruf verkehrte. Sie wurde aufgrund geringer Fahrgastzahlen eingestellt.
| Linie 1  | Hauptbahnhof (ZOB) – Alt-Voslapp / – Voslapp-Süd         |
| Linie 2  | Hauptbahnhof (ZOB) – Pestalozziweg / Karl-Hinrichs-Stift |
| Linie 3  | Kaiser-Wilhelm-Brücke – Stadtparkkolonie                 |
| Linie 4  | Rüstersiel – Himmelreich                                 |
| Linie 5  | Rathaus – Ölhafen                                        |
| Linie 6  | Hauptbahnhof (ZOB) – Johann-Sebastian-Bach-Straße        |
| Linie 7  | Voslapp – Geniusstrand (Saisonlinie)                     |
| Linie 8  | Hauptbahnhof (ZOB) – Südstrand                           |
| Linie 10 | Fedderwarden – Voslapp – Sengwarden                      |
| Linie 11 | Hauptbahnhof (ZOB) – Sanderbusch                         |
| Linie 12 | Hauptbahnhof (ZOB) – Friedeburg – Wiesmoor               |
| Linie 14 | Hauptbahnhof (ZOB) – Industriegelände-West               |
| Linie 15 | Voslapp – Industriegelände-West                          |
| Linie 16 | Voslapp – Stahlguss Sande / Cäciliengroden               |

#### Das überarbeitete Liniennetz (1991–2004)
Durch den neu entstandenen Stadtteil Maadebogen befuhr die Linie 3 eine große Schleife durch diesen bis zum Reinhard-Nieter-Krankenhaus und zur Stadtparkolonie, um so auf den angestammten Linienverlauf zu gelangen. Im Jahre 2002 wurde durch Eröffnung einer Verbindungsstraße sowie Aufbau der Stadtteile Wohnstadt West und Maadetal die Linie 3 in zwei Linienäste gespalten. Seitdem befuhren die Linien 31 und 32 von der Kaiser-Wilhelm-Brücke bis Banter Weg einen gemeinsamen Abschnitt. Die 31 band das Gewerbegebiet Ebkeriege und die neuen Wohngebiete an und fuhr bis Maadebogen-Nord. Die 32 befuhr ihren angestammten Verlauf über Jadeviertel, Europaviertel, den Wiesenhof und Reinhard-Nieter-Krankenhaus bis zur Haltestelle Maadebogen-Nord. Dort wechselten die Busse jeweils ihre Liniennummer und fuhren auf dem anderen Weg wieder zur Kaiser-Wilhelm-Brücke. Bis 2004 bestand auf den meisten Linien ein 15-Minuten-Takt.

#### Nachtnetz bis 2004
Vor der Einführung eines neuen Spätverkehrsnetzes im Jahre 2004 bedienten ab 20 Uhr sowie sonn- und feiertags die Linien A und B auf einem verknüpften Streckenverlauf der Linien 1, 2, 31, 32 und 6, 2, 31, 32 im Stundentakt bis 24 Uhr das Stadtgebiet Wilhelmshaven.

### Liniennetz ab 1. Mai 2004
Am 1. Mai 2004 wurde ein neu überarbeitetes Busliniennetz in Betrieb genommen.

#### Takt
Damit verbunden war die Einführung eines 20-Minuten-Taktes auf den Linien 1, 2 und 6. Durch die geringere Nachfrage in den Außenbereichen der Stadt wurde auf den Linien 3 und 4 ein 40-Minuten-Takt eingeführt. Unter anderem wurde ein linienreiner Spät-, Sonn- und Feiertagsverkehr eingeführt. Im Spätverkehr bis 24 Uhr fahren die Linien 1 und 6 im 20-Minuten-Takt. Linie 3 fährt bis 19 Uhr und Linie 4 bis 22 Uhr im 40-Minuten-Takt. Sonn- und feiertags fahren die Linien 1 und 6 bis 23 Uhr im 30-Minuten-Takt. Die 2 und 4 fuhren bis 22 Uhr im 30-Minuten-Takt.

#### Linienverlauf
Linie 2 bedient Heppens und das Inselviertel in einer großen Schleife gegen den Uhrzeigersinn. Als Ausgleich, dass das Seniorenheim Karl-Hinrichs-Stift ihre Haltestelle verloren hat, werden einige Fahrten der Linie 1 über die ehemalige Station der Linie 2 geführt. Des Weiteren wurden die Linien 31 und 32 in 3 und 4 umbenannt und übernahmen den Ast zur Johann-Sebastian-Bach-Straße in Altengroden. Die nördliche Strecke durch den Maadebogen wurde zugunsten einer neuen Haltestelle der Linie 6 nächst dem Wohngebiet eingerichtet. Die Linie 6 fährt seitdem vom Reinhard-Nieter-Krankenhaus bis Voslapp-Süd. Ab Hauptbahnhof fährt sie nun auch weiter bis Kaiser-Wilhelm-Brücke. Die Fahrgäste in Fedderwardergroden bekamen eine deutlich bessere Anbindung an die Innere Stadt.

#### Änderung des Netzes durch Fahrgastnachfrage
Am 9. Juli 2006 wurde wegen starker Nachfrage ein 20-Minuten-Takt auf den Linien 3 bis 19 Uhr und 4 bis 20 Uhr eingeführt. Durch einen 40-Minuten-Takt ergaben sich durch Überlagerungen in mehreren Bereichen schon ein 20-Minuten-Takt. Daher wird die Linie 3 aus dem Maadebogen direkt bis zum Reinhard-Nieter-Krankenhaus geführt, weil die Strecke zur Johann-Sebastian-Bach-Straße keine dichtere Bedienung rechtfertigt. Auf den Linien 2 und 4 wurden wegen zu geringer Nachfrage der Busverbindung ab 20 Uhr ein Anruf-Sammel-Taxi eingerichtet, dass den gleichen Linienweg befährt und die Preise der Verkehrsbetriebe gebraucht. Für den Tourismusverkehr erhielt die Endhaltestelle Kaiser-Wilhelm-Brücke den Zusatz Südstrand. Die Haltestelle Robodesweg bekam den Zusatz Sportforum, um auf das in der Nähe gelegene Sportforum mit dem Fußballstadion „Jadestadion“, dem Erlebnisbad „Nautimo“ und die Handballhalle „Nordfrost-Arena“ aufmerksam zu machen.
| Linie 1  | Hauptbahnhof (ZOB) – Pädagogenviertel – Neuengroden – Fedderwardergroden (– Voslapp-Süd) / – Alt-Voslapp              |
| Linie 2  | Hauptbahnhof (ZOB) – Südstadt – Bant – Rathaus – Heppens, Norderneystraße.                                            |
| Linie 3  | Hauptbahnhof (ZOB) – Güterstraße – Maadebogen – Reinhard-Nieter-Krankenhaus/FH                                        |
| Linie 4  | Hauptbahnhof (ZOB) – Jadeviertel – Schaardreieck – Reinhard-Nieter-Krankenhaus/FH – Altengroden – Joh.-Seb.-Bach-Str. |
| Linie 6  | Kaiser-Wilhelm-Brücke – Hauptbahnhof – Rathaus – Siebethsburg – Wiesenhof – Voslapp-Süd (– JadeWeserPort)             |
| Linie 8  | Hauptbahnhof (ZOB) – Südstrand (nur in der Saison)                                                                    |
| Linie 11 | Hauptbahnhof (ZOB) – Bismarckplatz – Rathaus – Europaviertel – Sanderbusch – Wiesmoor                                 |

#### Linien 8 und 11
Die Linie 8 wird meist nur in der Zeit zwischen dem 17. Mai und 30. September im Stundentakt von 10 bis 19 Uhr betrieben. Sie ist für den Tourismusverkehr zum Südstrand und Marinemuseum relevant. Sonst bedient die Linie 6 den Südstrand von der weit entfernten Haltestelle Kaiser-Wilhelm-Brücke.
Die Linie 11 wird im Auftrag des Busunternehmens Fass-Reisen zwischen Wilhelmshaven – Sanderbusch – Wiesmoor werktags zweistündlich betrieben. Eigens dafür wurden 2002 zwei MAN-Niederflurbusse in Überlandausführung geliefert. Sonst wird mit Nieder- und Hochflurbussen von Setra gefahren.

### Liniennetz ab 1. September 2010
Zum 1. September 2010 wurden weitere Änderungen am Liniennetz durchgeführt. Diese betreffen die Linien 2 und 3. Die Linie 2 endet nicht mehr in Heppens, sondern wird über die Freiligrathstraße und Friedenstraße/Sportforum bis zum Umsteigepunkt Reinhard-Nieter-Krankenhaus/FH weitergeführt. Damit werden die Sportstätten im Sportforum und die Berufsbildenden Schulen in der Friedenstraße besser angebunden. Die Linie 3 hingegen wird stark verkürzt. Die bisher bis zum Hauptbahnhof (ZOB) führende Linie endet nach den neusten Plänen bereits im Jadeviertel. Die Linienänderungen der Linie 2 stießen in der Bevölkerungen durchweg auf positive Reaktionen. Die Änderungen an der Linie 3 werden kritischer gesehen, vor allem bei Eltern, deren Schulkinder bisher die Linie 3 bis zu den weiterführenden Schulen in der City nutzten.
| Linie 1  | Hauptbahnhof (ZOB) – Pädagogenviertel – Neuengroden – Fedderwardergroden (– Voslapp-Süd) / – Alt-Voslapp                  |
| Linie 2  | Hauptbahnhof (ZOB) – Südstadt – Bant – Rathaus – Heppens – Pädagogenviertel – Sportforum – Reinhard-Nieter-Krankenhaus/FH |
| Linie 3  | Jade-Viertel – Güterstraße – Maadebogen – Reinhard-Nieter-Krankenhaus/FH                                                  |
| Linie 4  | Hauptbahnhof (ZOB) – Jadeviertel – Schaardreieck – Reinhard-Nieter-Krankenhaus/FH – Altengroden – Joh.-Seb.-Bach-Str.     |
| Linie 6  | Kaiser-Wilhelm-Brücke – Hauptbahnhof – Rathaus – Siebethsburg – Wiesenhof – Voslapp-Süd (– JadeWeserPort)                 |
| Linie 8  | Hauptbahnhof (ZOB) – Südstrand (nur in der Saison)                                                                        |
| Linie 11 | Hauptbahnhof (ZOB) – Bismarckplatz – Rathaus – Europaviertel – Sanderbusch – Wiesmoor                                     |

### Liniennetz ab 1. Juni 2013
Ab Juni 2013 wurde die Linie 3 wieder bis zum Hauptbahnhof verlängert. Die übrigen Linien blieben unverändert.
| Linie 3 | Hauptbahnhof (ZOB) – City – Bant – Güterstraße – Groß Belt/Heuweg – Wohnstadt West – Maadebogen – Reinhard-Nieter-Krankenhaus/JHS |

### Liniennetz ab 1. Oktober 2017
Seit dem 1. Oktober 2017 verkehrt die Linie 5 zwischen der 4. Hafeneinfahrt im Osten der Stadt und der Kaserne Ebkeriege im Westen Wilhelmshavens. Die Linie 5 existierte bereits bis in das Jahr 2010, wurde allerdings wegen geringer Nachfrage eingestellt.    Aufgrund der Tatsache, dass die Unterbringungsmöglichkeiten am Marinestützpunkt begrenzt sind und über 400 Soldaten derzeit in der Kaserne Ebkeriege untergebracht sind, sah man Bedarf für das Wiederaufnehmen des Linienbetriebs. Somit verkehrt die Linie 5 werktags zwischen Kaserne Ebkeriege und 4. Hafeneinfahrt Hauptwache.
| Linie 5 | Kaserne Ebkeriege – Rathaus – Bismarckplatz – 4. Hafeneinfahrt Wache West/Hauptwache |

### Fuhrpark

#### 1943–1992
| 1943/44–1949 | Fiat O-Busse             |
| 1950–1960    | Henschel O-Busse         |
| 1954–1967    | NWF-Leichtbus Typ Bk     |
| 1960–1975    | Henschel-Gelenkbusse     |
| 1960–1975    | Mercedes-Benz O 322      |
| 1968–1983    | Magirus-Deutz 150 R/I 10 |
| 1970–1988    | MAN Metrobus             |
| 1979–1992    | MAN SG 192               |

#### 1986–2017
| 1986–2004 | Neoplan N4009 Midibus                            |
| seit 1992 | Neoplan N4018 Gelenkbus (ausgeflottet)           |
| seit 1995 | Neoplan N4014 (ausgeflottet)                     |
| seit 2001 | Neoplan N4416 (wird ausgeflottet)                |
| seit 2004 | Neoplan N4516 Centroliner                        |
| seit 2005 | Mercedes-Benz O 405 GN2 Gelenkbus (ausgeflottet) |
| seit 2006 | Mercedes-Benz O 530 Citaro                       |
| seit 2007 | Mercedes-Benz O 530 G Citaro Gelenkbus           |
| seit 2011 | MAN Lion’s City A21 Euro 5                       |
| seit 2011 | MAN Lion’s City GL A23 Euro 5                    |
| seit 2015 | MAN Lion’s City A21 Euro 6                       |
| seit 2017 | Mercedes-Benz O 530(G) Citaro C2                 |
| seit 2018 | Mercedes-Benz O 530(G) Citaro C2 Hybrid          |